# Тимашёвск
Тимашёвск (также, из-за необязательности употребления буквы «ё» в текстах, среди жителей получило распространение произношение Тимаше́вск) — город в России, административный центр Тимашёвского района и Тимашёвского городского поселения Краснодарского края.

## География
Город расположен на равнинной части Кубано-Приазовской низменности, на берегах реки Кирпили. Находится в 68 км к северу от Краснодара, несколько западнее федеральной автомагистрали М4.

## История
- Тымошевский[6] курень был основан в 1794 году[7] — это одно из первых сорока поселений черноморских казаков на Кубани. Название куреня перенесено с Сечи. По легенде курень был назван в честь молодого казака Тимоши. Более достоверным выглядит мнение о заимствовании названия куреня по географическому происхождению его первых выходцев, как это было принято в Сечи, — из села Тимошовка Черкасской области Украины.
- 1842 год[7] — курень получил статус станицы.
- 1861 год — разрешение правительства на поселение в станицах иногородних.
- 1874 год — строительство первой в станице школы.
- 1912 год — открытие почтово-телеграфного отделения.
- 1914 год — открытие железнодорожного сообщения с Екатеринодаром (ветка Приморско-Ахтарск — Екатеринодар).
- 1924 год — в станице была открыта больница на 12 коек с обслуживающим персоналом в 6 человек.
- 12 февраля 1943 года Красная Армия освободила станицу от германской оккупации[8]. При отступлении германские войска полностью сожгли станицу.
- В 1930—1950-х годах руководством было изменено название станицы Тимошовской на современный манер[9].
- 30 декабря 1966 года[7] — станица получила статус города и современное название — Тимашёвск.

## Геральдика
- Герб (1988)
- Герб (1998)

## Население
| 1939    | 1959    | 1967    | 1970    | 1979    | 1989    | 1992    | 1996    | 1998    | 2000    |
| ------- | ------- | ------- | ------- | ------- | ------- | ------- | ------- | ------- | ------- |
| 15 618  | ↗19 049 | ↗26 000 | ↗29 055 | ↗39 121 | ↗45 556 | ↗47 800 | ↗53 100 | ↗53 700 | ↗53 800 |
| 2001    | 2002    | 2003    | 2005    | 2006    | 2007    | 2008    | 2009    | 2010    | 2011    |
| ↘53 700 | ↗54 116 | ↘54 100 | →54 100 | ↗54 200 | ↘54 100 | →54 100 | ↘54 050 | ↘53 924 | ↘53 900 |
| 2012    | 2013    | 2014    | 2015    | 2016    | 2017    | 2018    | 2019    | 2020    | 2021    |
| ↘53 541 | ↘53 446 | ↘52 953 | ↘52 641 | ↘52 581 | ↘52 527 | ↘51 925 | ↘51 443 | ↘50 792 | ↗51 858 |
| 2023    | 2025    |         |         |         |         |         |         |         |         |
| ↘51 398 | ↘51 101 |         |         |         |         |         |         |         |         |

На 1 января 2025 года по численности населения город находился на 313-м месте из 1124 городов Российской Федерации.
Национальный состав
По данным Всероссийской переписи населения 2010 года:
| Народ                     | Численность, чел. | Доля от всего населения, % |
| ------------------------- | ----------------- | -------------------------- |
| русские                   | 48 461            | 89,97 %                    |
| армяне                    | 1 656             | 3,07 %                     |
| украинцы                  | 851               | 1,58 %                     |
| другие                    | 1 762             | 3,27 %                     |
| не указана национальность | 1 194             | 2,21 %                     |
| Всего                     | 53 924            | 100,0 %                    |

По итогам переписи населения 2020 года проживали следующие национальности (национальности менее 0,1 % и другое см. в сноске к строке «Другие»):
| Национальность | Численность, чел. | Доля     |
| -------------- | ----------------- | -------- |
| Русские        | 49 361            | 95,18 %  |
| Армяне         | 1135              | 2,19 %   |
| Украинцы       | 235               | 0,45 %   |
| Татары         | 120               | 0,23 %   |
| Лезгины        | 117               | 0,23 %   |
| Азербайджанцы  | 102               | 0,20 %   |
| Грузины        | 64                | 0,12 %   |
| Другие         | 724               | 1,40 %   |
| Итого          | 51 858            | 100,00 % |

## Экономика
Тимашёвский район, и город Тимашёвск в частности, один из крупнейших промышленных центров в Краснодарском крае — выгодное географическое расположение в центре края способствует более быстрому развитию промышленности с минимальными затратами. Более половины площади города занимают промзоны. Развитие производственных и перерабатывающих отраслей положительно влияет на уровень жизни в городе, однако негативно сказывается на окружающей среде. В районе развито производство зерновых культур, сахарной свёклы, овощей, а также скотоводство и птицеводство. Свинокомбинат «Индустриальный» на 108 000 голов свиней практически прекратил своё существование: свиньи были уничтожены «чумой». В стороне от комплекса осталась племенная ферма на 30 000 голов свиней «датских» пород.
Развита пищевая промышленность:
- ООО «Тимашевский сахарный завод». В конце 2015 года активы предприятия приобрёл Концерн Покровский[35];
- кондитерский комбинат «Кубань»[36] — один из крупнейших в крае;
- филиал ОАО «Вимм-Билль-Данн» Тимашевский молочный комбинат — четвёртый по величине в России, аффилированн с PepsiCo;
- крупнейшая фабрика «Нестле Кубань», состоящая из нескольких цехов по производству и фасовке кофе. До 2011 года существовавло производство мороженого, в настоящее время оборудование перенесено в подразделение компании в городе Жуковском;
- ООО «Кубанские консервы» — завод по фасовке горошка и кукурузы компании (бывший «Секаб») «Bonduelle»[37].
- колбасный завод «Бекон» (?!);
- ликёро-водочный завод «Фортуна»[38]. Линии предусматривают розлив в тару семи литражных позиций: 0,1 л; 0,25 л; 0,5 л; 0,7 л; 1,0 л; 1,75 л и 10 л
- ПАО «Хлеб Кубани» — крупнейший производитель комбикормов в крае производит более 20 видов высокопродуктивных кормов для всех половозрастных групп животных. Общая элеваторная и складская ёмкость хранения — 90 тысяч тонн.

Производства строительных материалов:
- Асфальтобетонный завод. ООО Коррус-тех реализовал проект по запуску производства производительность 200 т/ч[39];
- кирпичный завод.
- В начале 2000-х годов, доработав последнее сырьё, прекращено производство на пенькзаводе[40].

Производство тары и упаковки:
- ЗАО «АР Картон» — специализируется на выпуске упаковочной продукции для пищевой, табачной и химической промышленности из картона.
- Завод упаковочных материалов — «Констанция Кубань» (бывший «Акерлунд энд Раузинг») специализируется на выпуске гибкой упаковки.
- Завод Crown Cork по изготовлению жестебанки для фасовки кофе, производимого на «Нестле Кубань».

## Транспорт

### Железнодорожный транспорт
Город расположен на пересечении железнодорожных путей. Тимашёвская-1 — узловая железнодорожная станция Северо-Кавказской железной дороги. Электропоезда повышенной комфортности «Ростов-Главный — Краснодар-1» не заходят на станцию, но останавливаются на станции «Тимашёвский обход». Кроме железнодорожных станций, в переделах города имеется три остановочных пункта: «Электродепо», «Сахарный завод» и «63 километр».
Локомотивное депо РЖД находится по адресу улица Шереметова, 1.

### Автомобильный транспорт
Круглогодичное пассажирское железнодорожное сообщения дополняется сезонным, что в совокупности с недостаточной пропускной способностью автомобильных дорог приводит к напряжённому пассажиропотоку внутри города — железнодорожное полотно отделяет жилую часть города от Северной промзоны, где расположены такие крупные производства как кондитерский комбинат «Кубань», молочный комбинат АО «Вимм-Билль-Данн» (PepsiCo), завод «Нестле Кубань». Одним из вариантов решения создавшейся ситуации является строительство автомобильного обхода, постройка 19-километрового участка с четырьмя транспортными развязками которого была намечена к 2021 году.
Городской автовокзал (расположен по адресу ул. Братьев Степановых, 22) работает ежедневно с 5:00 до 19:30.
| Отправление                    | Отправление                    | Отправление                | Отправление                       | Отправление                   | Отправление               | Отправление               | Отправление                | Отправление                | Отправление                |
| ------------------------------ | ------------------------------ | -------------------------- | --------------------------------- | ----------------------------- | ------------------------- | ------------------------- | -------------------------- | -------------------------- | -------------------------- |
| Тимашевск — Абинск             | Тимашевск — Анапа              | Тимашевск — Армавир        | Тимашевск — Ахтарский             | Тимашевск — Белореченск       | Тимашевск — Брюховецкая   | Тимашевск — Варениковская | Тимашевск — Геленджик      | Тимашевск — Дербент        | Тимашевск — Добровольный   |
| Тимашевск — Дядьковская        | Тимашевск — Ейск               | Тимашевск — Избербаш       | Тимашевск — Кабардинка            | Тимашевск — Калининская       | Тимашевск — Каневская     | Тимашевск — Керчь         | Тимашевск — Комсомолец     | Тимашевск — Копанская      | Тимашевск — Кореновск      |
| Тимашевск — Краснодар          | Тимашевск — Кропоткин          | Тимашевск — Крымск         | Тимашевск — Курчанский            | Тимашевск — Лабинск           | Тимашевск — Ленинградская | Тимашевск — Майкоп        | Тимашевск — Махачкала      | Тимашевск — Незаймановский | Тимашевск — Нижнебаканская |
| Тимашевск — Новодеревянковская | Тимашевск — Новоджерелиевская  | Тимашевск — Новокорсунская | Тимашевск — Новоминская           | Тимашевск — Новороссийск      | Тимашевск — Октябрьский   | Тимашевск — Октябрьский   | Тимашевск — Октябрьский    | Тимашевск — Ольгинская     | Тимашевск — Полтавская     |
| Тимашевск — Приазовская        | Тимашевск — Придорожный        | Тимашевск — Приморский     | Тимашевск — Приморский            | Тимашевск — Приморско-Ахтарск | Тимашевск — Раздольный    | Тимашевск — Роговская     | Тимашевск — Ростов-на-Дону | Тимашевск — Севастополь    | Тимашевск — Сенной         |
| Тимашевск — Симферополь        | Тимашевск — Славянск-на-Кубани | Тимашевск — Староминская   | Тимашевск — Старонижестеблиевская | Тимашевск — Старощербиновская | Тимашевск — Тамань        | Тимашевск — Тбилисская    | Тимашевск — Темрюк         | Тимашевск — Усть-Лабинск   | Тимашевск — Феодосия       |
| Тимашевск — Ясенская           |                                |                            |                                   |                               |                           |                           |                            |                            |                            |

| Прибытие                      | Прибытие                      | Прибытие                       | Прибытие                   | Прибытие                | Прибытие                  | Прибытие                | Прибытие                       | Прибытие                       | Прибытие                          |
| ----------------------------- | ----------------------------- | ------------------------------ | -------------------------- | ----------------------- | ------------------------- | ----------------------- | ------------------------------ | ------------------------------ | --------------------------------- |
| Абинск — Тимашевск            | Аксай — Тимашевск             | Анапа — Тимашевск              | Анастасиевская — Тимашевск | Армавир — Тимашевск     | Ахтарский — Тимашевск     | Богучар — Тимашевск     | Брюховецкая — Тимашевск        | Варениковская — Тимашевск      | Воздвиженская — Тимашевск         |
| Воронеж — Тимашевск           | Геленджик — Тимашевск         | Дядьковская — Тимашевск        | Евпатория — Тимашевск      | Ейск — Тимашевск        | Кабардинка — Тимашевск    | Калининская — Тимашевск | Каменск-Шахтинский — Тимашевск | Каневская — Тимашевск          | Керчь — Тимашевск                 |
| Комсомолец — Тимашевск        | Копанская — Тимашевск         | Кореновск — Тимашевск          | Краснодар — Тимашевск      | Крымск — Тимашевск      | Ленинградская — Тимашевск | Москва — Тимашевск      | Нижнебаканская — Тимашевск     | Новодеревянковская — Тимашевск | Новоджерелиевская — Тимашевск     |
| Новокорсунская — Тимашевск    | Новороссийск — Тимашевск      | Октябрьский — Тимашевск        | Октябрьский — Тимашевск    | Октябрьский — Тимашевск | Ольгинская — Тимашевск    | Павловск — Тимашевск    | Полтавская — Тимашевск         | Порт Кавказ — Тимашевск        | Придорожный — Тимашевск           |
| Приморский — Тимашевск        | Приморско-Ахтарск — Тимашевск | Раздольный — Тимашевск         | Ростов-на-Дону — Тимашевск | Севастополь — Тимашевск | Сенной — Тимашевск        | Симферополь — Тимашевск | Славянск-на-Кубани — Тимашевск | Староминская — Тимашевск       | Старонижестеблиевская — Тимашевск |
| Старощербиновская — Тимашевск | Тамань — Тимашевск            | Танцура Крамаренко — Тимашевск | Темрюк — Тимашевск         | Тула — Тимашевск        | Усть-Лабинск — Тимашевск  | Феодосия — Тимашевск    | Шахты — Тимашевск              | Ясенская — Тимашевск           |                                   |

| Отправление                    | Отправление                    | Отправление                | Отправление                       | Отправление                   | Отправление               | Отправление               | Отправление                | Отправление                | Отправление                |
| ------------------------------ | ------------------------------ | -------------------------- | --------------------------------- | ----------------------------- | ------------------------- | ------------------------- | -------------------------- | -------------------------- | -------------------------- |
| Тимашевск — Абинск             | Тимашевск — Анапа              | Тимашевск — Армавир        | Тимашевск — Ахтарский             | Тимашевск — Белореченск       | Тимашевск — Брюховецкая   | Тимашевск — Варениковская | Тимашевск — Геленджик      | Тимашевск — Дербент        | Тимашевск — Добровольный   |
| Тимашевск — Дядьковская        | Тимашевск — Ейск               | Тимашевск — Избербаш       | Тимашевск — Кабардинка            | Тимашевск — Калининская       | Тимашевск — Каневская     | Тимашевск — Керчь         | Тимашевск — Комсомолец     | Тимашевск — Копанская      | Тимашевск — Кореновск      |
| Тимашевск — Краснодар          | Тимашевск — Кропоткин          | Тимашевск — Крымск         | Тимашевск — Курчанский            | Тимашевск — Лабинск           | Тимашевск — Ленинградская | Тимашевск — Майкоп        | Тимашевск — Махачкала      | Тимашевск — Незаймановский | Тимашевск — Нижнебаканская |
| Тимашевск — Новодеревянковская | Тимашевск — Новоджерелиевская  | Тимашевск — Новокорсунская | Тимашевск — Новоминская           | Тимашевск — Новороссийск      | Тимашевск — Октябрьский   | Тимашевск — Октябрьский   | Тимашевск — Октябрьский    | Тимашевск — Ольгинская     | Тимашевск — Полтавская     |
| Тимашевск — Приазовская        | Тимашевск — Придорожный        | Тимашевск — Приморский     | Тимашевск — Приморский            | Тимашевск — Приморско-Ахтарск | Тимашевск — Раздольный    | Тимашевск — Роговская     | Тимашевск — Ростов-на-Дону | Тимашевск — Севастополь    | Тимашевск — Сенной         |
| Тимашевск — Симферополь        | Тимашевск — Славянск-на-Кубани | Тимашевск — Староминская   | Тимашевск — Старонижестеблиевская | Тимашевск — Старощербиновская | Тимашевск — Тамань        | Тимашевск — Тбилисская    | Тимашевск — Темрюк         | Тимашевск — Усть-Лабинск   | Тимашевск — Феодосия       |
| Тимашевск — Ясенская           |                                |                            |                                   |                               |                           |                           |                            |                            |                            |

| Прибытие                      | Прибытие                      | Прибытие                       | Прибытие                   | Прибытие                | Прибытие                  | Прибытие                | Прибытие                       | Прибытие                       | Прибытие                          |
| ----------------------------- | ----------------------------- | ------------------------------ | -------------------------- | ----------------------- | ------------------------- | ----------------------- | ------------------------------ | ------------------------------ | --------------------------------- |
| Абинск — Тимашевск            | Аксай — Тимашевск             | Анапа — Тимашевск              | Анастасиевская — Тимашевск | Армавир — Тимашевск     | Ахтарский — Тимашевск     | Богучар — Тимашевск     | Брюховецкая — Тимашевск        | Варениковская — Тимашевск      | Воздвиженская — Тимашевск         |
| Воронеж — Тимашевск           | Геленджик — Тимашевск         | Дядьковская — Тимашевск        | Евпатория — Тимашевск      | Ейск — Тимашевск        | Кабардинка — Тимашевск    | Калининская — Тимашевск | Каменск-Шахтинский — Тимашевск | Каневская — Тимашевск          | Керчь — Тимашевск                 |
| Комсомолец — Тимашевск        | Копанская — Тимашевск         | Кореновск — Тимашевск          | Краснодар — Тимашевск      | Крымск — Тимашевск      | Ленинградская — Тимашевск | Москва — Тимашевск      | Нижнебаканская — Тимашевск     | Новодеревянковская — Тимашевск | Новоджерелиевская — Тимашевск     |
| Новокорсунская — Тимашевск    | Новороссийск — Тимашевск      | Октябрьский — Тимашевск        | Октябрьский — Тимашевск    | Октябрьский — Тимашевск | Ольгинская — Тимашевск    | Павловск — Тимашевск    | Полтавская — Тимашевск         | Порт Кавказ — Тимашевск        | Придорожный — Тимашевск           |
| Приморский — Тимашевск        | Приморско-Ахтарск — Тимашевск | Раздольный — Тимашевск         | Ростов-на-Дону — Тимашевск | Севастополь — Тимашевск | Сенной — Тимашевск        | Симферополь — Тимашевск | Славянск-на-Кубани — Тимашевск | Староминская — Тимашевск       | Старонижестеблиевская — Тимашевск |
| Старощербиновская — Тимашевск | Тамань — Тимашевск            | Танцура Крамаренко — Тимашевск | Темрюк — Тимашевск         | Тула — Тимашевск        | Усть-Лабинск — Тимашевск  | Феодосия — Тимашевск    | Шахты — Тимашевск              | Ясенская — Тимашевск           |                                   |

| Местное сообщение осуществляется по маршрутам: | Местное сообщение осуществляется по маршрутам: | Местное сообщение осуществляется по маршрутам: | Местное сообщение осуществляется по маршрутам: | Местное сообщение осуществляется по маршрутам: | Местное сообщение осуществляется по маршрутам: | Местное сообщение осуществляется по маршрутам: | Местное сообщение осуществляется по маршрутам: | Местное сообщение осуществляется по маршрутам:             |
| ---------------------------------------------- | ---------------------------------------------- | ---------------------------------------------- | ---------------------------------------------- | ---------------------------------------------- | ---------------------------------------------- | ---------------------------------------------- | ---------------------------------------------- | ---------------------------------------------------------- |
| № 101                                          | № 102                                          | № 103                                          | № 104                                          | № 105                                          | № 107                                          | № 112                                          | № 113                                          | № 114                                                      |
| г. Тимашевск — ст. Медведовская                | г. Тимашевск — п. Советский                    | х. Большевик — ст. Медведовская — х. Ленинский | г. Тимашевск — х. Незаймановский               | г. Тимашевск — ст. Роговская                   | г. Тимашевск — ст. Днепровская                 | г. Тимашевск — х. Новоленинский                | г. Тимашевск — х. Беднягина                    | г. Тимашевск — х. Мирный с заездом в х. Танцуры-Крамаренко |

| Городской автобус (перевозки реализуют ИП Денис Черниговский, ИП Андрей Коноба) действует по маршрутам: | Городской автобус (перевозки реализуют ИП Денис Черниговский, ИП Андрей Коноба) действует по маршрутам: | Городской автобус (перевозки реализуют ИП Денис Черниговский, ИП Андрей Коноба) действует по маршрутам: | Городской автобус (перевозки реализуют ИП Денис Черниговский, ИП Андрей Коноба) действует по маршрутам: | Городской автобус (перевозки реализуют ИП Денис Черниговский, ИП Андрей Коноба) действует по маршрутам: | Городской автобус (перевозки реализуют ИП Денис Черниговский, ИП Андрей Коноба) действует по маршрутам: | Городской автобус (перевозки реализуют ИП Денис Черниговский, ИП Андрей Коноба) действует по маршрутам: | Городской автобус (перевозки реализуют ИП Денис Черниговский, ИП Андрей Коноба) действует по маршрутам: | Городской автобус (перевозки реализуют ИП Денис Черниговский, ИП Андрей Коноба) действует по маршрутам: |
| --- | --- | --- | --- | --- | --- | --- | --- | --- |
| № 1 | № 3 | № 4 | № 7 | № 10 | № 11 | № 14 | | |
| Вокзал — Микрорайон Садовод                                                                             | Вокзал — х. Пролетарский (Микрорайон Заря)                                                              | Вокзал — Микрорайон Индустриальный                                                                      | Вокзал — Вокзал                                                                                         | Нестле — Центральная районная больница                                                                  | Вокзал — Микрорайон Южный                                                                               | Вокзал — Микрорайон Южный                                                                               | Вокзал — Сахарный завод                                                                                 | |

## Культура
Имеется центральная городская библиотека им. Пушкина, а также рядом расположенный Пушкинский сквер, открытый в 1999 году к 200-летию со дня рождения А. С. Пушкина. В 2009 году был реконструирован центральный кинотеатр «Заря», установлено современное оборудование и акустика. На улице Красной расположен культурный комплекс «Изюминка», новый поющий фонтан, аттракционы и развлечения для детей, кафе и рестораны. В городе располагается Музей семьи Степановых, погибших в годы Гражданской и Великой Отечественной войн.
С 1930 года издаётся газета «Знамя труда».
- Музей семьи Степановых
- Районный Дом культуры имени В.М.Толстых
- Кинотеатр "Заря"

Памятники и памятные знаки
В центре города стоит памятник русскому общественному деятелю, историку, этнографу Российской империи, участнику Кавказской, Крымской и русско-турецкой (1877—1878 годов) войн, казачьему генерал-лейтенанту Ивану Попко. Также в городе сохранился памятник В. И. Ленину.
Кроме улиц и площадей города, много памятников расположены в парковой зоне: на территории мемориального парка находится памятники Епистинии Степановой и аллея памяти её девяти сыновей, героев Великой Отечественной войны. Там же расположен вечный огонь воинам и памятные монументы в честь павших в годы Гражданской и Великой Отечественной войн, в Афганской и двух чеченских войнах, а также заложенная Пограничной службой ФСБ России памятная аллея «Золотые звёзды границ», посвящённая памяти героев Пограничной службы ФСБ России и героев-пограничников СССР.
В районе локомотивного депо установлен памятный паровоз в честь железнодорожников — героев войны.
- Памятник Ленину
- Памятник Епестинии Степановой
- Памятник солдатам, павшим во времена Гражданской и Великой Отечественной войны
- На Аллее памяти героев-пограничников
- Памятник погибшим в Чечне

### Образование
- Профессиональное училище № 17 Краснодарского края.

### Религия
В Тимашёвске действующий Свято-Духов мужской монастырь, ведётся строительство новых храмов.
- Свято-Духов монастырь
- Строительство кафедрального собора Вознесения Господня (Вознесенский собор)

## Радиостанции
| Частота, МГц | Название                      | RDS | Мощность, кВт | Формат         | Телецентр           | Дата начала вещания | Время |
| ------------ | ----------------------------- | --- | ------------- | -------------- | ------------------- | ------------------- | ----- |
| 69,23        | Радио России / ГТРК Кубань    | Нет | 0,25          | News/Talk      | Тимашевск *Садовый* | ???                 | 5-1   |
| 92,6         | NRJ (план)                    | Нет | 0,01          | Hot AC/ AC     | Тимашевск **        |                     | 0-24  |
| 94,8         | Радио Романтика (план)        | Нет | 0,1           |                | Тимашевск **        |                     | 0-24  |
| 97,6         | Comedy Radio (план)           | Нет | 0,1           | CHR/ Humor     | Тимашевск **        |                     | 0-24  |
| 98,0         | Радио 7 на семи холмах (план) | Нет | 0,1           | Hot AC/ AC     | Тимашевск **        |                     | 0-24  |
| 100,4        | Юмор FM                       | Да  | 0,025         | Rus CHR/ Humor | Тимашевск *1*       | 2014-2015           | 0-24  |
| 101,0        | Русское радио                 | Да  | 0,21          | Rus CHR/ АС    | Тимашевск **        | 2013-2014           | 0-24  |
| 102,5        | Радио Монте-Карло             | Нет | 0,21          | Hot AC/ CHR    | Тимашевск **        | 2020                | 0-24  |
| 103,0        | Ретро FM                      | Да  | 0,1           | Hot AC/ AC     | Тимашевск **        | 2012-2013           | 0-24  |
| 103,5        | Дорожное Радио                | Да  | 0,115         | Hot AC/ AC     | Тимашевск *Садовый* | 2008-2009?          | 0-24  |
| 104,0        | Новое Радио                   | Нет | 0,25          | Hot AC/ CHR    | Тимашевск **        | 01.03.2017          | 0-24  |
| 105,0        | Авторадио                     | Нет | 0,21          | Hot AC/ AC     | Тимашевск **        | 2017-2019           | 0-24  |
| 105,7        | Европа Плюс                   | Нет | 0,055         | Hot AC/ AC     | Садовый *РТС*       | 2015-2016           | 0-24  |
| 106,1        | Радио Дача                    | Нет | 0,21          | Hot АС/ Disco  | Тимашевск **        | 29.08.2017          | 0-24  |
| 106,6        | Хит FM                        | Нет | 0,21          | CHR/ Dance     | Тимашевск **        | с 03.2020           | 0-24  |

## Известные уроженцы
- Попко, Иван Диомидович (1819—1893) — русский военный историк, этнограф, казачий генерал-лейтенант.
- Авруцкий, Виктор Петрович (1938—2019) — сотрудник советских и российских органов государственной безопасности, генерал-майор.